# 奧利弗里亞 (紐約州)
奧利弗里亞（英語：Oliverea）是位於美國紐約州阿爾斯特縣的非建制地區。

## 歷史
奧利弗里亞的郵局於1884年設立，其後於1992年停運。

## 地理
奧利弗里亞所處的海拔為高於海平面430米（即1411英呎），而該地所採用的時區為UTC-5，即北美东部时区（EST）。同時該地設有夏令時間，為UTC-5調快一小時，即UTC-4（EDT）。